# راس ریباگلیاتی
راس ریباگلیاتی (انگلیسی: Ross Rebagliati؛ زادهٔ ۱۶ ژوئیهٔ ۱۹۷۱) ورزشکار اسنوبردسواری اهل کانادا است.
وی در مسابقات کشوری و بین‌المللی در مجموع برندهٔ ۱ مدال طلا شده‌است.